# 新台子镇
新台子镇，是中华人民共和国辽宁省铁岭市铁岭县下辖的一个乡镇级行政单位。

## 行政区划
新台子镇下辖以下地区：
新兴社区、文化社区、懿路村、东孤家子村、杨士屯村、新台堡村、北地村、八里庄村、西孤家子村、花豹屯村、安心台村、诸民屯村、鲍家岗子村、西小河口村、珠尔山村、索龙岗子村、新台子村、铁岭高新技术产业开发区社区和铁岭县懿路工业园社区。